# École supérieure de chimie, physique, électronique de Lyon

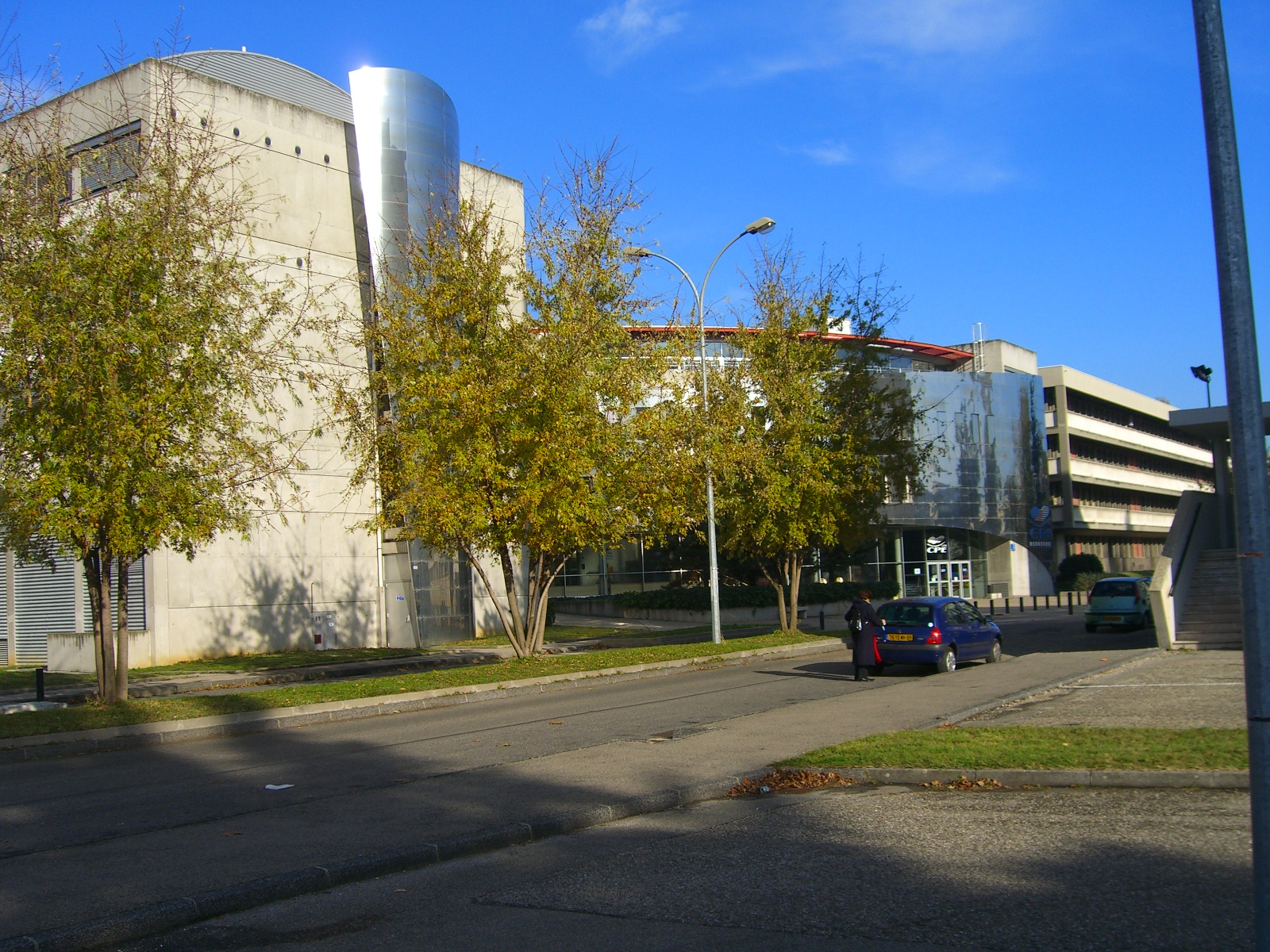
Gebäude der CPE Lyon

Die École supérieure de chimie, physique, électronique de Lyon (kurz CPE Lyon) wurde 1994 als ein Zusammenschluss von zwei Grandes écoles, dem Institut de Chimie et Physique Industrielles de Lyon (kurz ICPI Lyon) sowie der École Supérieure de Chimie Industrielle de Lyon (kurz ESCIL), gegründet. Sie befindet sich auf dem Wissenschaftscampus La Doua, der neben der assoziierten Universität Claude Bernard Lyon 1 auch die beiden weiteren Ingenieurhochschulen INSA Lyon und Polytech Lyon sowie weitere Bildungseinrichtungen beherbergt.
Sie ist Mitglied der Conférence des grandes écoles, einer Gruppe allgemeinwissenschaftlich orientierter Elitehochschulen für Ingenieure. Besondere Bedeutung wird in ihren Studiengängen auf den engen Kontakt zur Industrie, Zusammenarbeit mit benachbarten Forschungsinstituten und den internationalen Austausch gelegt.

## Statistik
Jedes Jahr wird 275 Absolventen das Diplôme d’Ingénieur CPE verliehen, davon 150 im Studiengang Chemie/Verfahrenstechnik und 125 Studenten des Studiengangs Elektronik/Telekommunikation/Informatik. Daneben wird noch eine betriebliche Weiterbildung im Bereich Informatik/Netzwerke angeboten. Circa 400 wissenschaftliche Mitarbeiter arbeiten in 11 wissenschaftlichen Arbeitsgruppen, die in Zusammenarbeit mit dem CNRS, der INSA Lyon und der Universität Claude Bernard Lyon 1 betrieben werden.
Die Hochschule besitzt ein Netz von ungefähr 180 Industriekooperationen mit Firmen aus dem In- und Ausland. Außerdem bestehen Partnerschaften mit 110 Universitäten in 25 Ländern.

## Studenten und Studium
Um an der CPE studieren zu können, müssen die angehenden Studenten einen concours, eine Aufnahmeprüfung bestehen, die üblicherweise nach zwei Jahren an einer sogenannten Classe préparatoire absolviert wird. Danach beginnt ein dreijähriges Studium in einem der beiden angebotenen Studiengänge. Zwischen dem zweiten und dem dritten Studienjahr absolvieren zwei Drittel der Studenten ein einjähriges Industriepraktikum im Ausland, das die Studenten auf Führungspositionen in Industrie und Wirtschaft vorbereiten soll. So beinhaltet das Studium neben der fachlich-technischen Ausbildung auch eine Vielzahl an Kursen zu Themen wie Management, Marketing und Qualitätssicherung.
Im Jahr 2005 studieren 51 Gaststudenten aus 16 Ländern an der CPE. Ein Teil davon verbringt im Rahmen von Austauschprogrammen wie z. B. Erasmus ein oder zwei Semester in Lyon. Mit der Universität Würzburg besteht ein von der Deutsch-Französischen Hochschule gefördertes Doppeldiplomprogramm im Bereich der Chemie und Verfahrenstechnik, bei dem die teilnehmenden Studenten jeweils zwei Jahre an der Partnerhochschule verbringen und abschließend die Diplome beider Hochschulen erwerben. Ein ähnliches Programm mit der Technischen Universität Ostchinas wird über die Fédération Gay-Lussac unterhalten. Doppeldiplome mit Schwerpunkt Informatik/Telekommunikation werden mit der Polytechnischen Universität Madrid, der École nationale supérieure du pétrole et des moteurs (kurz IFT School) und der Emlyon Business School verliehen. Das Doppeldiplom Pharmacien – Ingénieur kann in Zusammenarbeit mit Institut für Pharma- und Biowissenschaften der assoziierten Université Claude Bernard Lyon 1 oder der Universität Paris-Süd erworben werden.
Ein lebendiges Studentenleben wird durch eine Vielzahl an Studentenclubs und Hochschulgruppen organisiert. Das Freizeitangebot wird von einer jährlich neu gewählten Studentenvertretung koordiniert. Angeboten werden ein Skiclub mit gemeinsamer Skiwoche in den französischen Alpen, ein Foto- und Videoclub, ein Önologieclub, ein Hip-Hop-Club, ein Cheerleading-Club, ein Nächstenhilfeverein, eine Hochschulzeitschrift (Le Canut Déchaîné), ein Hochschulchor, Kochclub, Brauereiclub, Segelclub, Parfumclub, Robotikclub, Musikverein, Brettspielclub, Reiseclub, Schauspielclub, sowie eine Vielzahl an Sportarten. Daneben existiert auch eine Gruppe von Ingénieurs sans frontières (Ingenieure ohne Grenzen) sowie die Junior Enterprise, eine von Studenten betriebene Firma, die externen Industriepartnern von Studenten erbrachte Dienstleistungen anbietet.

## Diplome

### Chemie/Verfahrenstechnik
- Diplôme d’ingénieur en Chimie – Génie des procédées
- Diplôme d’ingénieur en Génie des procédés industriels
- Mastère Spécialisé® en Bioprocédés – Génie des procédés en Biotechnologie

### Elektronik/Telekommunikation/Informatik
- Diplôme d’ingénieur en Sciences du numérique
- Diplôme d’ingénieur en Informatique et Réseaux de Communication
- Diplôme d’ingénieur en Informatique et Cybersécurité

## Wissenschaftliche Fakultäten
- Fakultät für Organische Chemie, Direktor: Marc Lemaire
- Fakultät für Analytische Wissenschaften, Direktor: Loic Blum
- Fakultät für Verfahrenstechnik, Direktor: Claude de Bellefon

- Arbeitsgruppe für Schaltkreisarchitektur und Mikroelektronik
- Arbeitsgruppe für Informatik und Bildbearbeitung

## Bedeutende Persönlichkeiten der Hochschule
- Victor Grignard, Nobelpreisträger für Chemie 1912
- Yves Chauvin, Nobelpreisträger für Chemie 2005
- Jean Jouzel, Mitglied im Intergovernmental Panel on Climate Change[6]
- Bruno Bonnell Businessman und französische Parlamentarier von der Group LREM